# Атенрай (станция)
Атенрай — узловая станция, открытая 1 августа 1851 года и обеспечивающая транспортной связью одноимённый город в графстве Голуэй, Республика Ирландия. На станции пересекаются линии Дублин-Голуэй и Лимерик-Туам (см. Western Rail Corridor).

## Оборудование/Инфраструктура/Структура/Оснащение
Железнодорожная линия не электрифицирована, движение осуществляется на тепловозной тяге.

## Достопримечательности
Одна из ближайших достопримечательностей — Замок Атенрай.